# Lovetown
Lovetown ist ein Lied des britischen Pop-Rock-Musikers Peter Gabriel aus dem Jahr 1993.

## Entstehung und Veröffentlichung
Lovetown wurde während der Aufnahmen zu dem Album Us aufgenommen. 1991 wurde ein erstes Demo-Snippet von Lovetown veröffentlicht. Am 21. Februar 1993 wurde die Album-Version auf dem Soundtrack Philadelphia – Music From The Motion Picture des gleichnamigen Filmes von Jonathan Demme mit Tom Hanks und Denzel Washington aus dem gleichen Jahr veröffentlicht. Im Januar 1994 erschien der Film-Soundtrack auch in den USA.
Das Lied wurde im Mai 1994 als CD-Single mit den beiden anderen Titeln Love to be Loved von dem Album Us aus dem gleichen Jahr sowie A Different Drum von dem Soundtrack Passion von 1989 veröffentlicht. Außerdem erschien der Song am 3. November 2003 auf dem Kompilationsalbum Hit.

## Hintergrund
Lovetown ist Teil des Soundtracks des Films Philadelphia von Jonathan Demme aus dem Jahr 1993. Das Lied wurde bei 77 von 147 Konzerten auf Gabriels Secret World Tour von 1993–1994 aufgeführt, ist aber nicht in dem Konzertfilm Secret World Live oder dem Livealbum Secret World Live von 1994 enthalten. Es wurde auch bei 15 von 22 Konzerten von Gabriels Warm Up Tour von 2007 aufgeführt und ist auf den Konzertmitschnitten der Encore Series dieser Tournee enthalten.

## Inhalt und Bedeutung
In dem Liedtext geht es darum, sich schmerzhaften Erfahrungen aus der Vergangenheit zu stellen, damit sie sich in der Zukunft nicht auswirken.

## Artwork
Das Cover-Titelbild der CD-Single von Lovetown wurde von David Scheinmann fotografiert. Das Artwork zeigt einen Ausschnitt aus dem Bild US (The Return of Eternity) von Yayoi Kusama, deren Arbeit auch das Musikvideo inspirierte. Mit Kusama hatte Gabriel bereits 1992 zusammengearbeitet, als sie eine von 11 Künstlern war, die Bilder für Peters Art From Us-Projekt schufen. 1996 kuratierte sie einen von vier Songs (Mud: Come Talk to Me) für die multimediale CD-ROM-Produktion Eve von Peter Gabriel.

## Musikvideo
Das offizielle Lovetown-Musikvideo entstand unter der Regie von dem Regisseur Michael Coulson und wurde von Jacqueline White für Real World Productions Ltd. produziert. Das Video wurde von der Kunst von Yayoi Kusama inspiriert, mit der Peter Gabriel bei diesem zusammenarbeitete. Es wurde 2004 auch auf der Musikvideo-Kompilation Play: The Videos veröffentlicht.

## Mitwirkende
(Quellen:)

### Musiker
- Peter Gabriel – Hauptgesang, Bass-Keyboard, Schlüssel, Perkussion
- Tim Green – Horn
- Reggie Houston – Horn
- Manu Katché – Schlagzeug
- Daniel Lanois – E-Gitarre, Surround-Gitarre
- Tony Levin – Bass
- Leo Necentelli – E-Gitarre
- Renard Poche – Horn
- David Rhodes – E-Gitarre

### Technisches Personal
- Richard Blair – Stereo-Mix, Toningenieur-Assistenz
- David Bottrill – Toningenieur
- Michael Coulson – Filmregisseur (Musikvideo)
- Yayoi Kusama – Artwork
- Peter Gabriel – Liedtext, Komposition, Musikprogrammierung, Produktion
- Daniel Lanois – Produktion
- David Scheinmann – Cover-Fotografie
- Jaqueline White – Filmproduktion (Musikvideo)